# Питтони, Джамбаттиста
Джованни Баттиста Питтони, Джамбаттиста Питтони (итал. Giovanni Battista Pittoni, Giambattista Pittoni; 6 июня 1687, Венеция — 16 ноября 1767, Венеция) — итальянский художник эпохи позднего барокко венецианской школы, живописец и мастер фресковых росписей в архитектуре. Наряду с Себастьяно Риччи, Джованни Баттиста Тьеполо, Джованни Баттиста Пьяцеттой и ведутистами Каналетто и Франческо Гварди он был одним из главных представителей оригинального барочно-рокайльного стиля, или венецианского рококо.

## Биография
Художник родился в Венеции в приходе Сант-Агостино, он был старшим сыном Джованни Мариа Питтони, мастера-шляпника, и Лауры Манцони. В семье было ещё пятеро детей: известны имена только четырёх: Стефано, Пьетро, Анна-Мария и Катерина. 10 февраля 1709 года Джованни Баттиста женился на Паскуа Миланезе, от которой у него было двое детей: Джованни Мариа (1710—1714) и Лаура (1712—?). Согласно ранним биографам, у Джамбаттисты был мягкий и скромный характер («carattere mite e Modeto»).
Учился живописи у своего дяди Франческо Питтони. Джамбаттиста мало путешествовал и большую часть жизни провёл в Венеции в муниципалитете Сан-Джакомо-дель-Орио, но в разных домах. Однако в 1720 году он, возможно, выезжал во Францию со своим дядей. В 1716 году вступил в гильдию венецианских живописцев. На его творчество повлияли Антонио Балестра, Себастьяно Риччи и Джованни Баттиста Пьяцетта.
Питтони был одним из основателей в 1750 году Венецианской академии изящных искусств (Accademia di belle arti di Venezia), для которой он в 1757 году написал «Благовещение Марии» (галерея Академии). В 1758 году Джамбаттиста Питтони сменил Тьеполо на посту президента (занимая эту должность в 1758—1760 и 1763—1764 годах), а затем продолжал преподавать в Венецианской академии до своей смерти в 1767 году, тем самым оказав влияние на многих венецианских художников следующего поколения. Питтони был одним из основателей Галереи венецианской Академии, в 1758 году стал её президентом.
Питтони был известным и востребованным художником, его картины имелись во многих европейских королевских дворах. Художник умер в 1767 году. Его могила находится в церкви Сан-Джакомо-дель-Орио (Св. Апостола Иакова из Орио) в квартале Санта-Кроче в Венеции.

## Творчество
Ранние работы Питтони датируются примерно 1723 годом и характеризуются торжественностью и несколько театральной динамикой, которая воспринимается барочной. Однако изображённые художником фигуры выглядят монументальными, соотнесёнными с классической традицией под влиянием Антонио Балестры и Веронезе. Запрестольный образ церкви Санта-Корона в Виченце 1723 года считается поворотным моментом его творчества в «направлении более лёгкого рококо изящной элегантности». «Мариуц говорит о фигурах, которые движутся как в балете, и о драгоценном мерцании красок, отчасти напоминающей слоновую кость или драгоценные камни».
Из его фресок в частных домах частично сохранился только один цикл в Палаццетто Видман в Баньоли-ди-Сопра близ Падуи (1727). В том же году художник стал почётным членом Академии Клементина в Болонье, а в 1729 году — приором «Коллегии живописцев» (Collegio dei pittori) в Венеции.
Особо прославленное и упомянутое во всех старых путеводителях по Венеции произведение Питтони — большая картина "Чудесное умножение хлеба и рыбы (120,1 Х 178,5) для церкви Санти-Косма-э-Дамиано на острове Джудекка (ныне в Галерее Академии, вариант: в Мельбурне). Питтони, наряду с Тьеполо и Джамбаттистой Крозато был среди художников, создававших украшения для свадебных торжеств Антонио Пезаро и Катерины Сагредо (1732). Время от времени он работал с архитектором Филиппо Юваррой, по поручению которого написал "Жертвоприношение Иеффая (ок. 1733 г., Палаццо Реале, Генуя) и «Триумф Александра в Вавилоне» (1735—1737) для Королевского дворца в Ла-Гранха-де-Сан-Ильдефонсо.
Работая в Венеции, Питтони принимал заказы из Германии, Австрии, Польши и России. Он написал не менее пяти картин для базилики Санта-Мария в Кракове (ок. 1730 г.); запрестольный образ «Милосердие Святой Елизаветы» для замковой церкви в Бад-Мергентхайме (Баден-Вюртемберг, 1734), «Мученичество Святого Стефана» для августинской церкви в Диссен-ам-Тойтобургер-Вальд (1739), дворцовой капеллы Шёнбрунн в Вене и многое другое.
О высокой репутации Питтони свидетельствует и тот факт, что летом 1743 года он вместе с тремя венецианскими коллегами Пьяццеттой, Тьеполо и Амигони был выбран для оформления встречи курфюрста саксонского Августа III.
Питтони был высоко ценимым художником, создававшим картины большого формата на мифологические, исторические и религиозные сюжеты. Кроме того, он специализировался на композициях, предназначенных для частных коллекционеров, написанных с почти миниатюрной изысканностью. В его позднем стиле прослеживается тенденция к простоте, вдохновлённая эстетикой неоклассицизма, но художник не отказывался и от рококо, прекрасной элегантности и лёгкой манерности этого стиля. Его картины часто выдержаны в колорите кремовых, бежевых, светло-охристых и коричневатых тонов. Его последними картинами были Мадонна с Младенцем и святыми (подписанная и датированная 1763 годом) для венецианской церкви Сан-Кассиано и Мадонна с Младенцем со святыми Карло Борромео и Филиппо Нери для церкви Сан-Джакомо-дель-Орио (1764).
Он был одним из новаторов венецианской живописи, но позднее его творчество было почти забыто. В Санкт-Петербургском Эрмитаже хранятся пять картин Джамбаттисты Питтони.

## Галерея

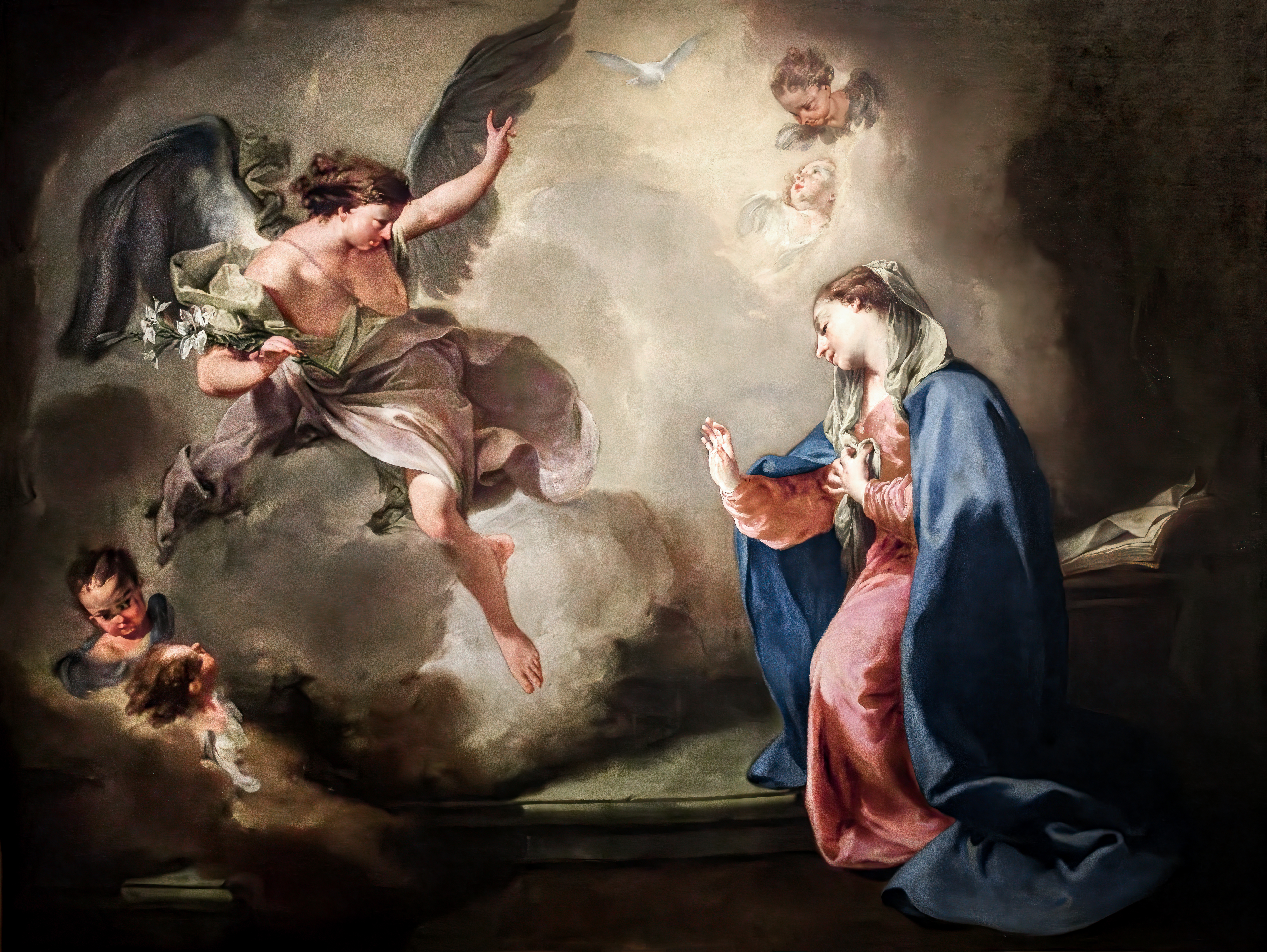
Благовещение Марии. 1757. Холст, масло. Галерея Академии, Венеция
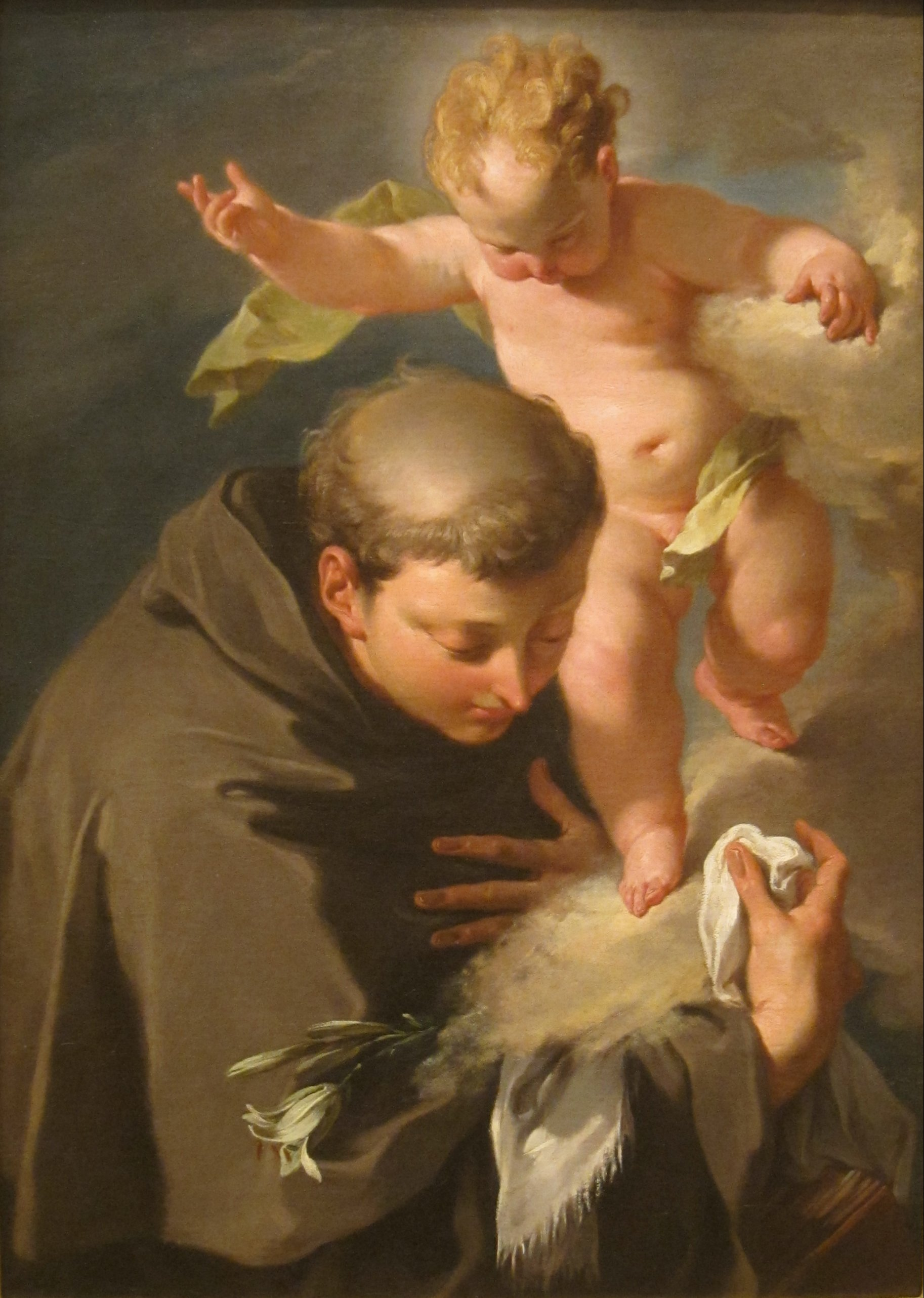
Видение Святого Антония Падуанского. Ок. 1730 г. Холст, масло. Музей искусств Сан-Диего, Калифорния, США
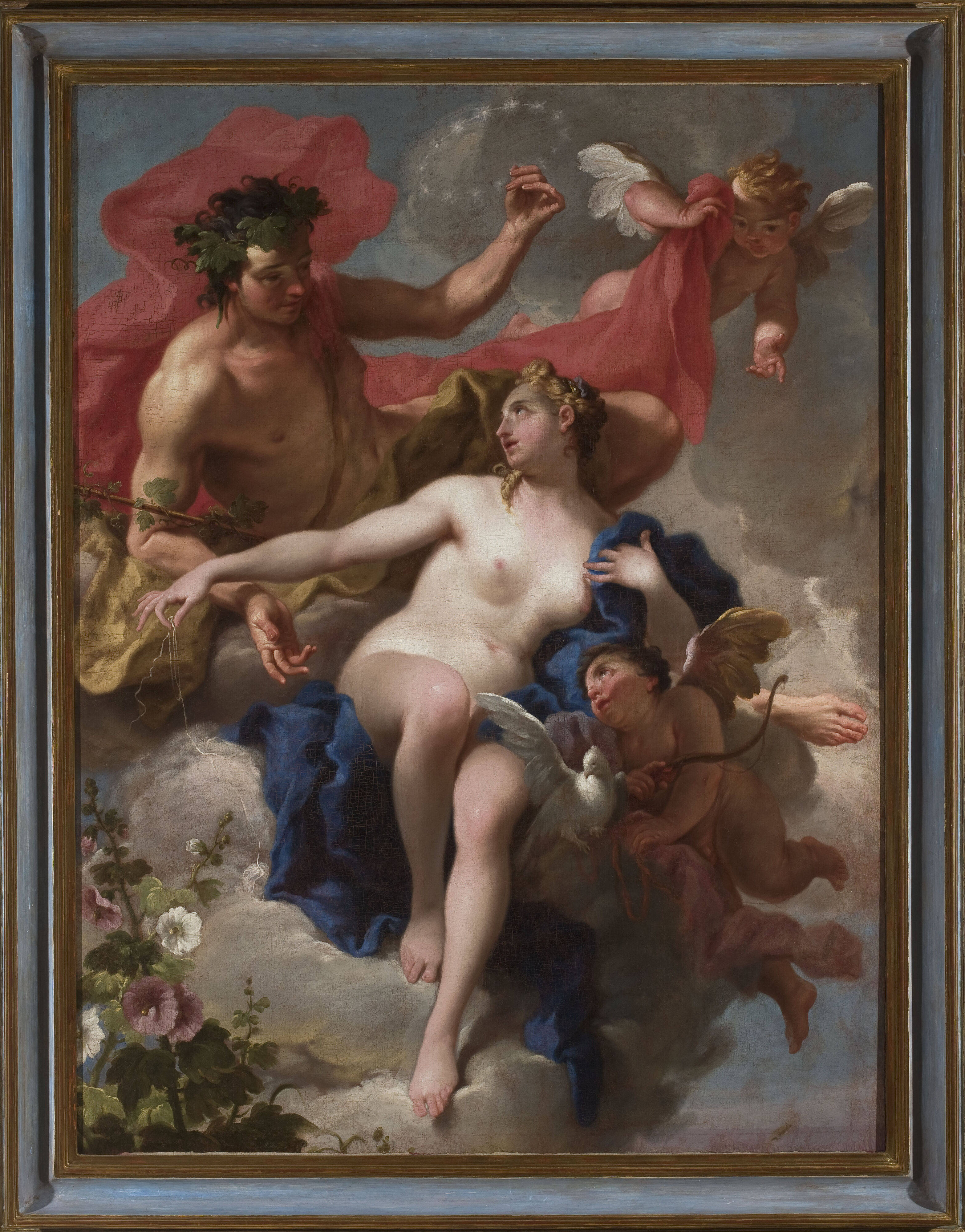
Вакх и Ариадна. Ок. 1717 г. Холст, масло. Национальный музей, Варшава
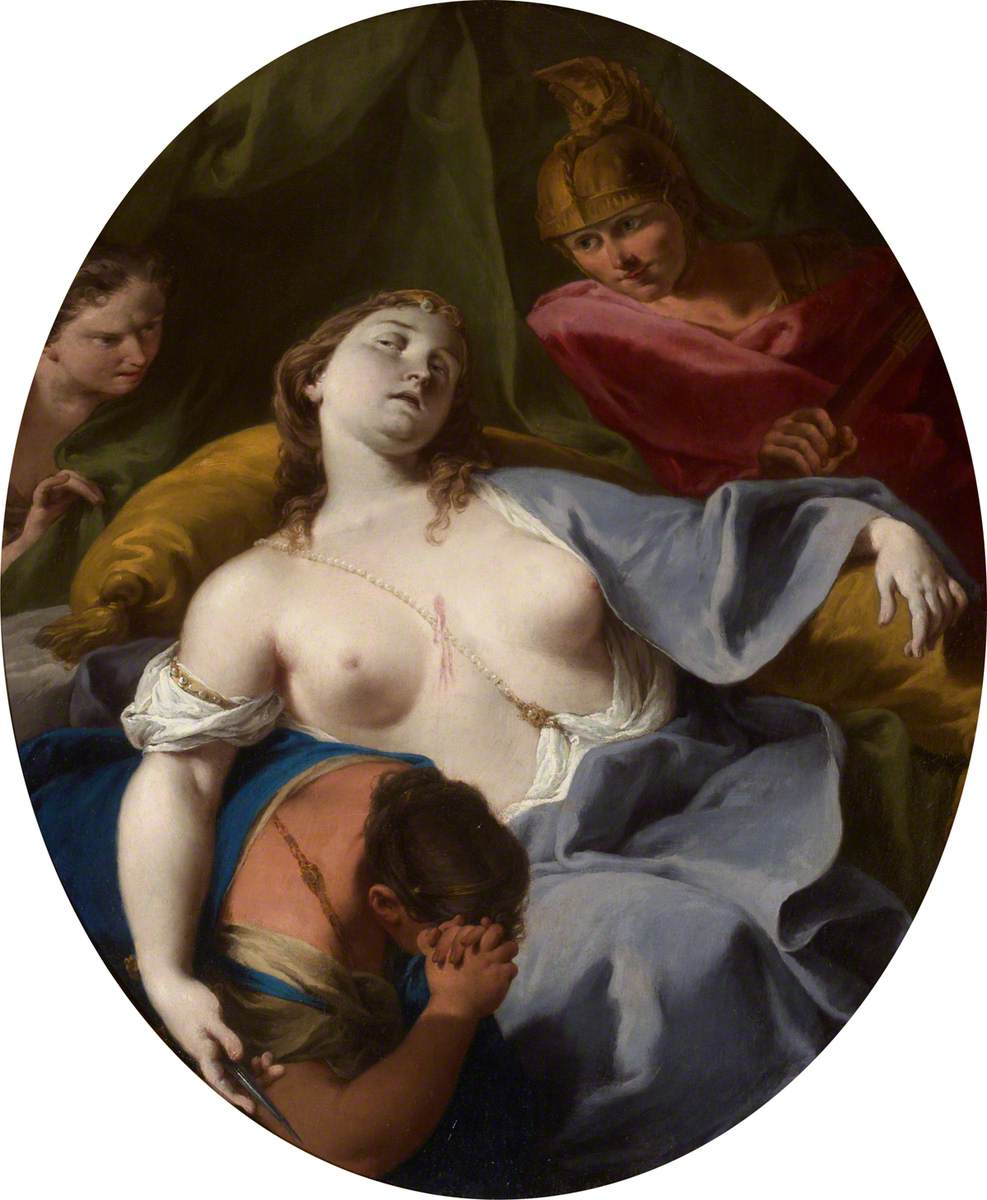
Смерть Лукреции. 1730-е гг. Холст, масло. Национальный фонд, Англия
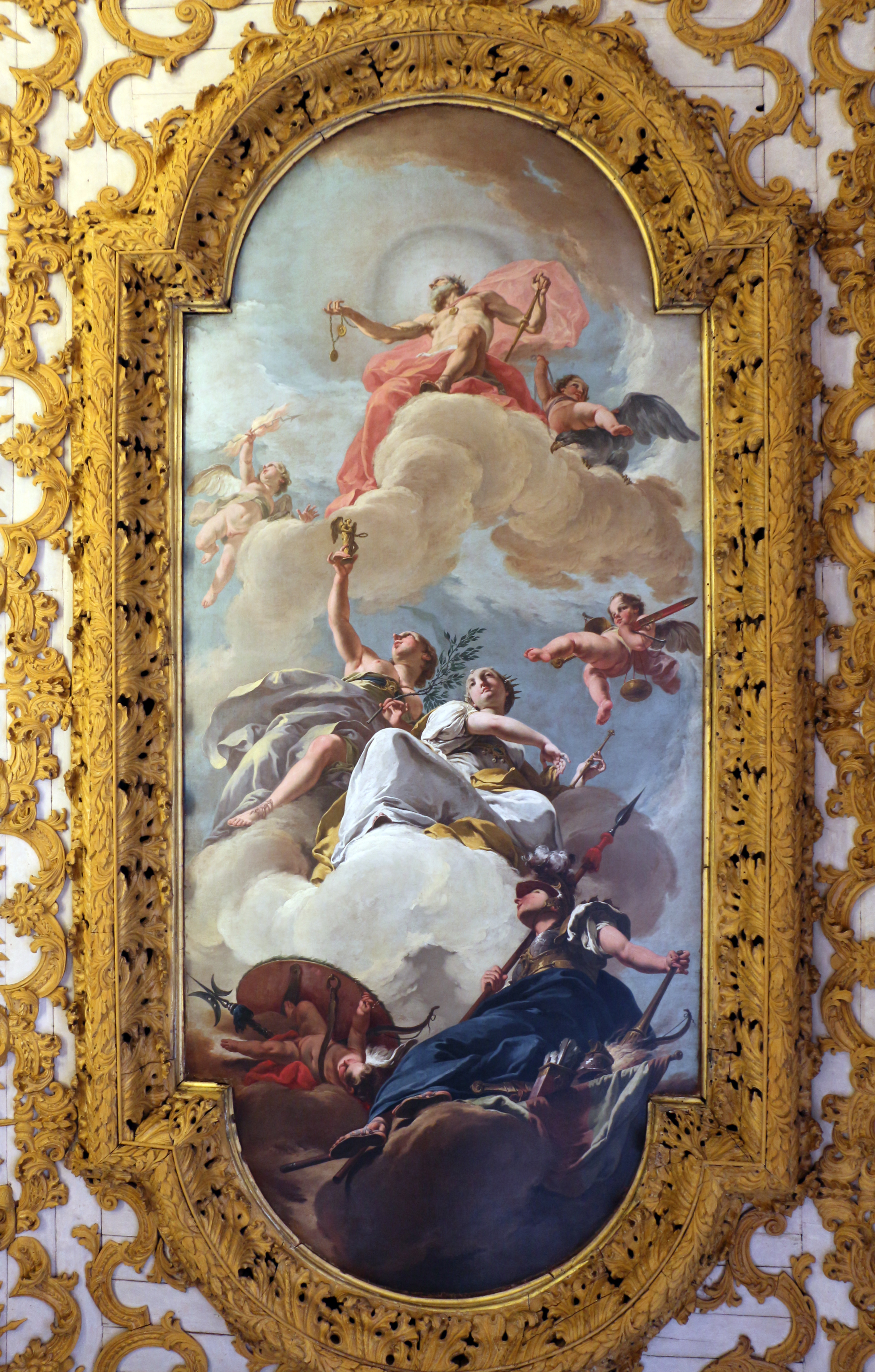
Юпитер — защитник Справедливости, Мира и Науки (Справедливость и мир с Юпитером и Минервой). 1732. Холст, масло. Плафон Ка-Пезаро, Венеция
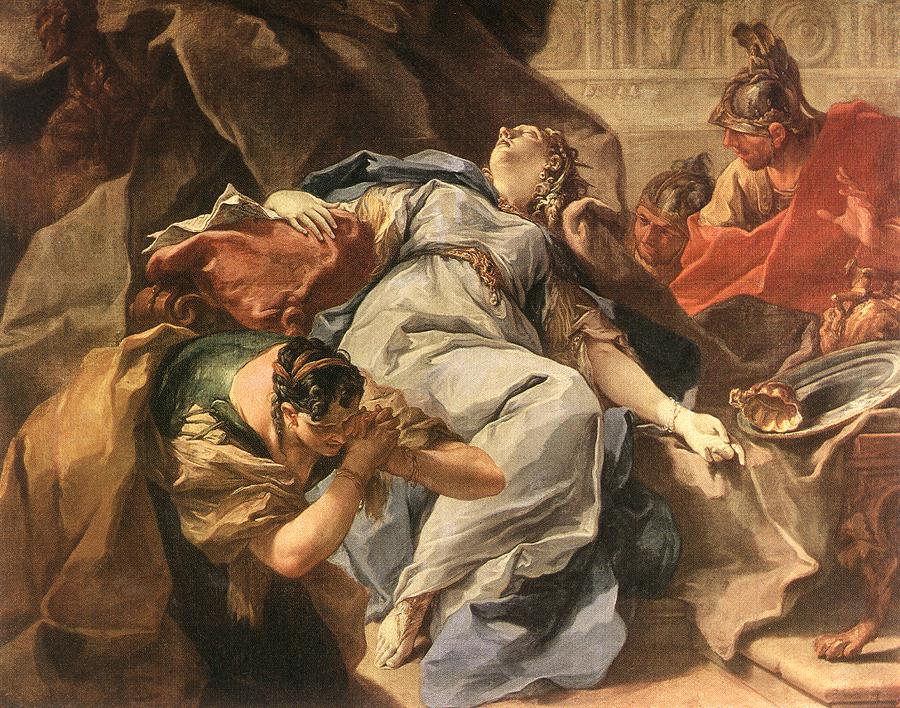
Смерть Софонисбы. 1730-е гг. Холст, масло. Государственный музей изобразительных искусств им. А. С. Пушкина, Москва
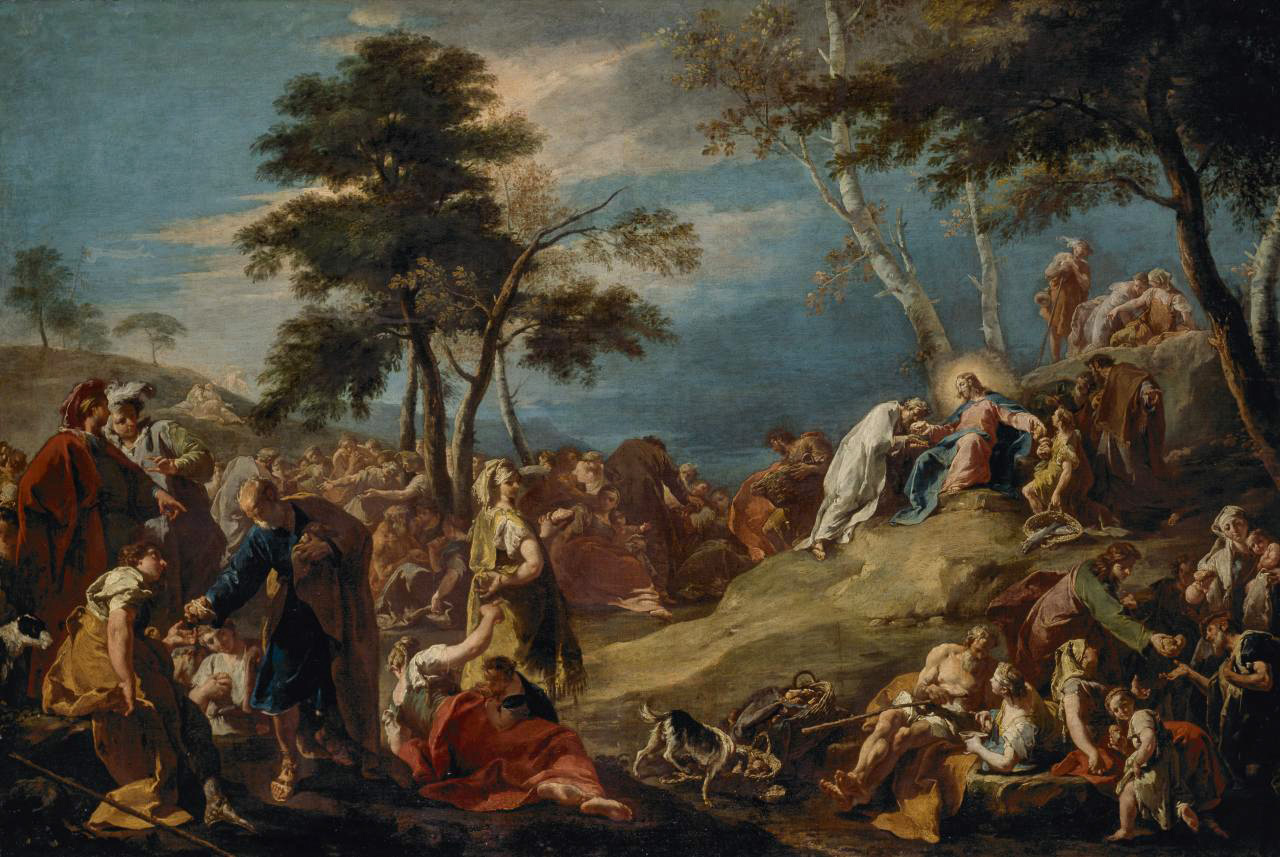
Чудесное умножение хлеба и рыбы. До 1733 г. Холст, масло. Национальная галерея Виктории, Мельбурн

## Музеи, в которых представлены произведения художника
- Пинакотека Брера
- Уффици
- Ка' Реццонико

В Германии
- Берлинская картинная галерея
- Музей Вальрафа-Рихарца
- Гамбургский кунстхалле

В России
- Государственный Эрмитаж
- Государственный музей изобразительных искусств имени А. С. Пушкина
- Ораниенбаум (дворцово-парковый ансамбль)

В других странах
- Лувр
- Метрополитен-музей
- Музей истории искусств
- Лондонская национальная галерея
- Пражский Град
- Национальный музей искусства Каталонии
- Национальная галерея Австралии